# Brug met doorkijk op de Wittevrouwenpoort te Utrecht en Landschap met boerderij
Brug met doorkijk op de Wittevrouwenpoort te Utrecht en Landschap met boerderij zijn twee fragmenten van een schilderij door de Noord-Nederlandse schilder Jacob Gerritsz. van Bemmel in het Centraal Museum in Utrecht.

## Voorstelling
Het stelt de stadsgracht van Utrecht voor met links een stenen brug met een vervallen poort en rechts een boerderij met daaromheen enkele stukken vee. Onder de brug is een doorkijkje te zien naar de Wittevrouwenpoort, een stadspoort in Utrecht. Het schilderij is gedateerd 1654. In 1649 werd de Wittevrouwenpoort herbouwd in Hollands-classicistische stijl. Van Bemmel moet bij het maken van dit schilderij dus gebruik hebben gemaakt van een oud voorbeeld van de poort, waarschijnlijk de gravure uit 1646 van de Utrechtse kunstenaar Herman Saftleven.

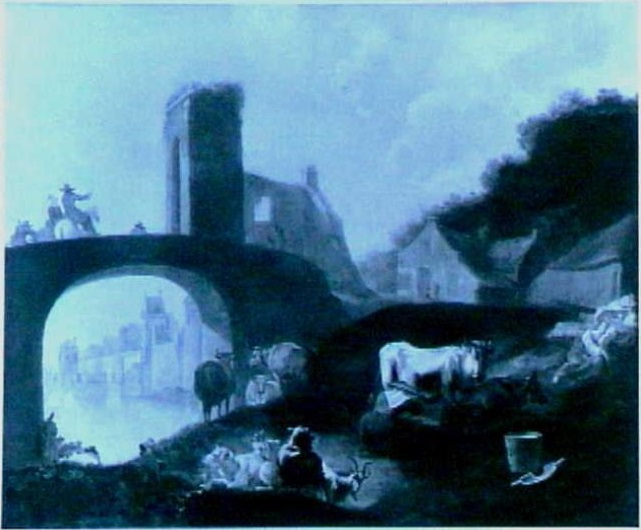
Het onverdeelde schilderij in 1936. 90 × 118 cm.

In 1936 was het schilderij nog onverdeeld. Volgens een notitie op een foto in het RKD was het in die toestand bij kunsthandel De Ruiter in Wenen. Kort daarna werd het doek in twee gelijke delen gesneden en op 31 maart 1938 bij een verkoping bij A.J. van Huffel's Antiquariaat in Utrecht apart verkocht. De geit middenonder werd daarbij in tweeën gedeeld en overgeschilderd. Aan het rechterfragment (Landschap met boerderij) werd aan de linkerkant een strook van circa 10 centimeter toegevoegd.

## Toeschrijving en datering
Het linkerfragment is rechtsonder gesigneerd en gedateerd ‘J. van. Bemmel. f / 1654’.

## Herkomst
Het linkerfragment werd op de veiling van 31 maart 1938 bij A.J. van Huffel's Antiquariaat aangekocht door het Centraal Museum. Het rechterfragment kwam terecht in de privéverzameling van commissaris van de Koningin van Utrecht, Lodewijk Hendrik Nicolaas Bosch van Rosenthal, in Zeist. Toen het op 7 december 1982 op een veiling bij Christie's in Amsterdam werd aangeboden, werd ook dit fragment aangekocht door het Centraal Museum.